# Joaquim Augusto de Sousa
Joaquim Augusto de Sousa (1853 Funchal, ostrov Madeira – 1905 tamtéž) byl portugalský fotograf aktivní v 19. a na počátku 20. století.

## Život a dílo
Narodil se v roce 1853 ve městě Funchal, na ostrově Madeira. Byl všestranným fotografem. Fotografoval folklór, rolníky při práci, krajinu, život na ulicích měst i architekturu. Své snímky publikoval také jako pohlednice.
Zemřel v roce 1905 ve Funchalu.

## Galerie

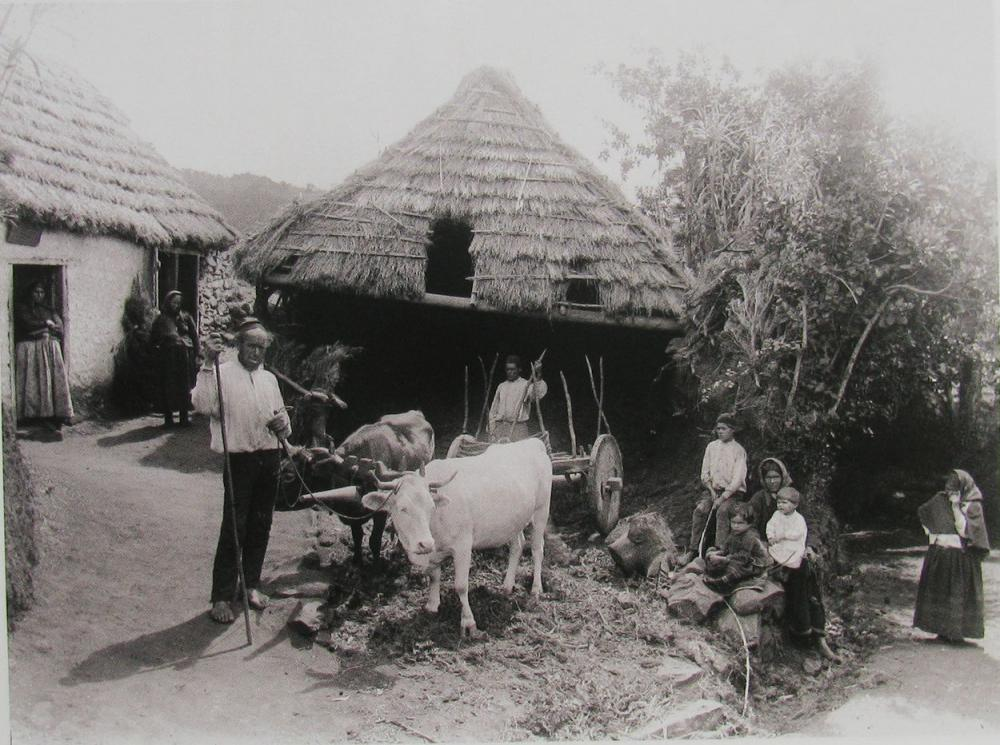
1872-1880
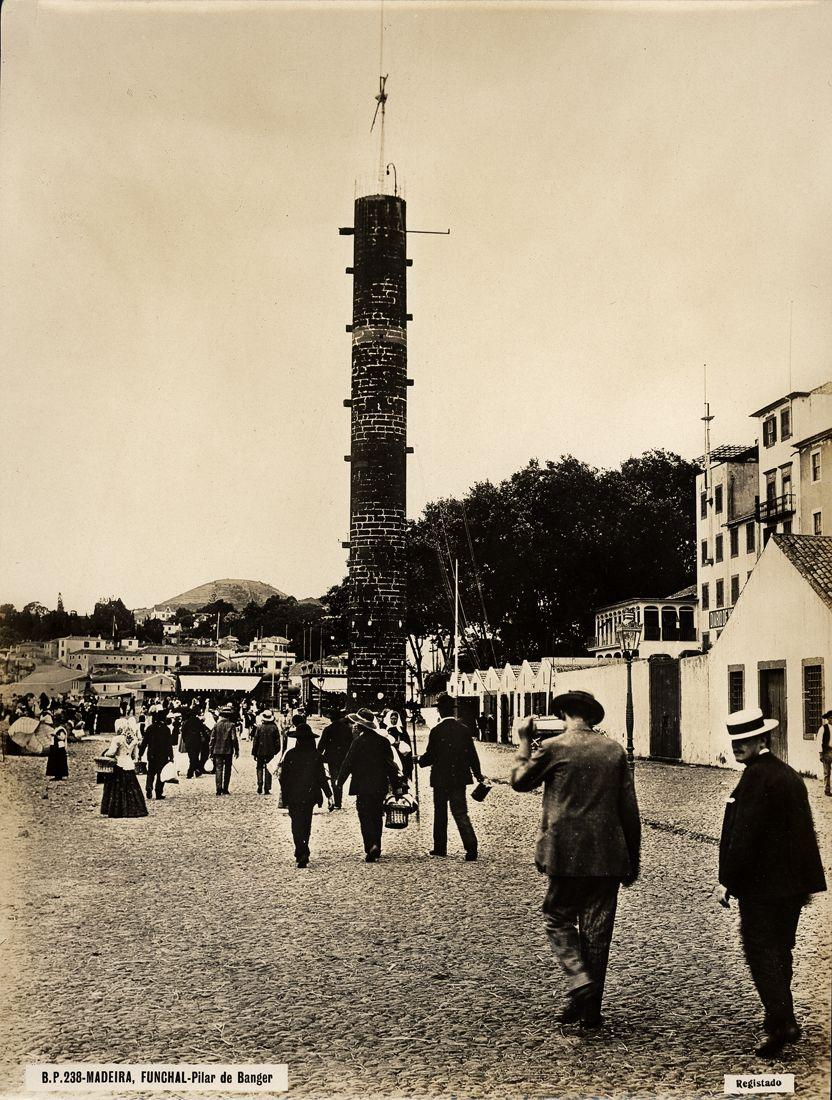
asi 1900
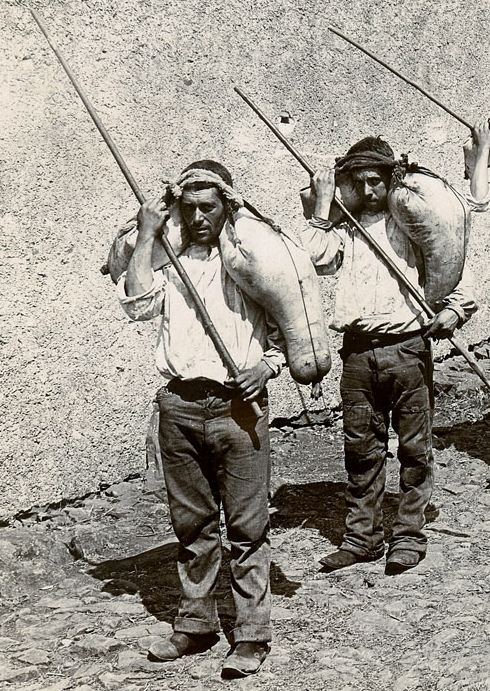
asi 1900
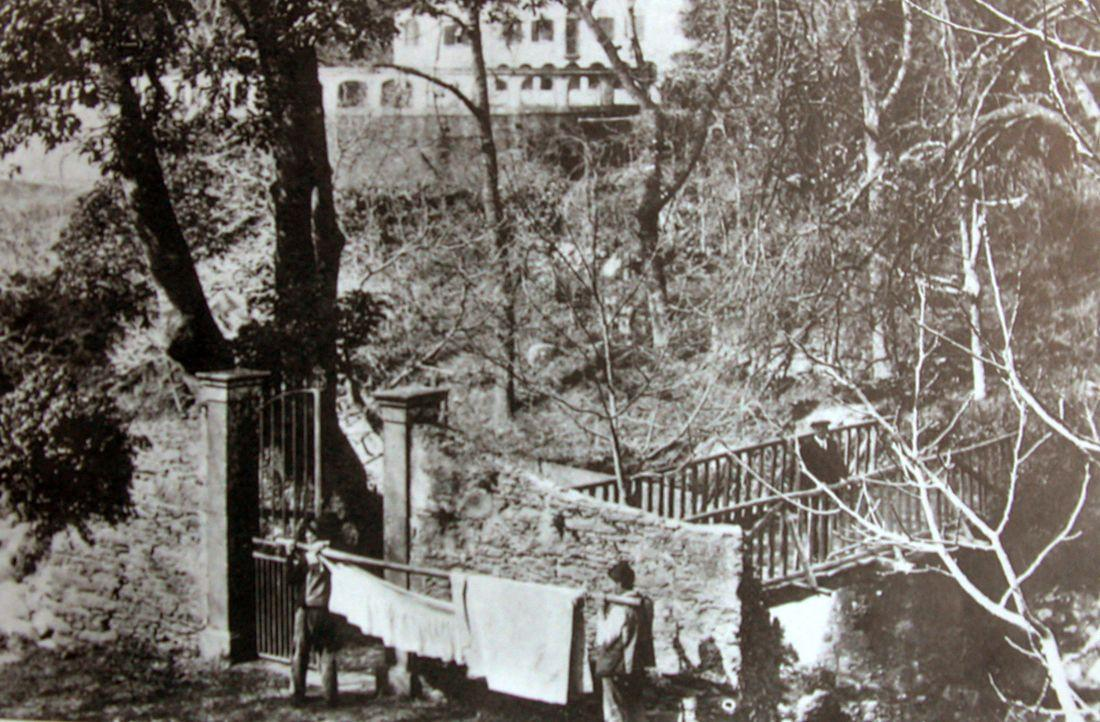
asi 1900
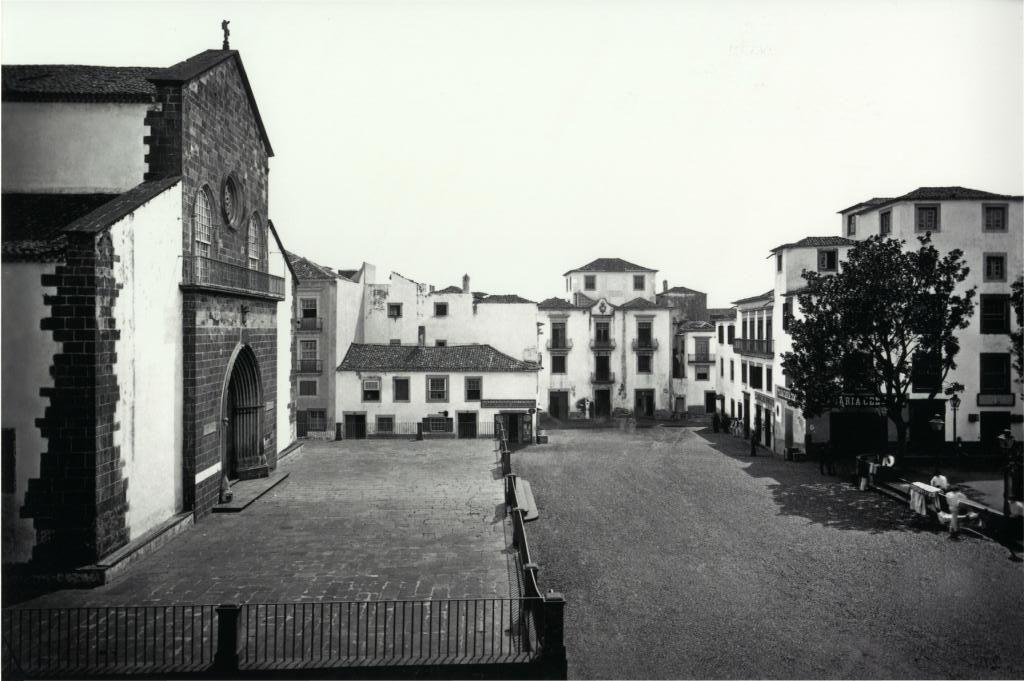
asi 1876-1880
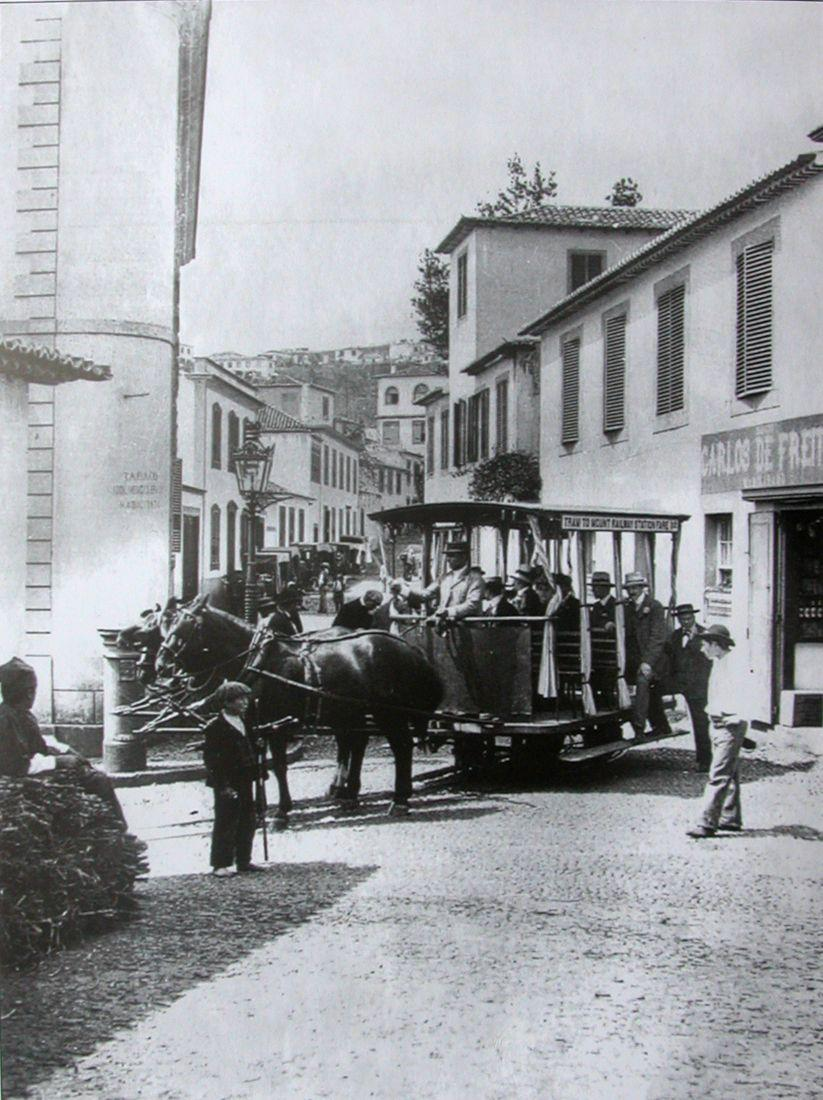
asi 1893-1900
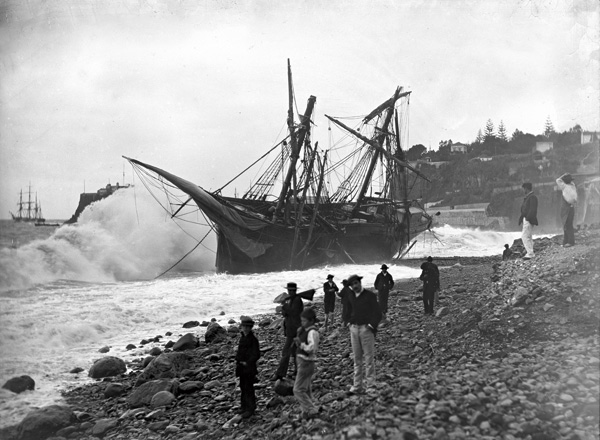
1884
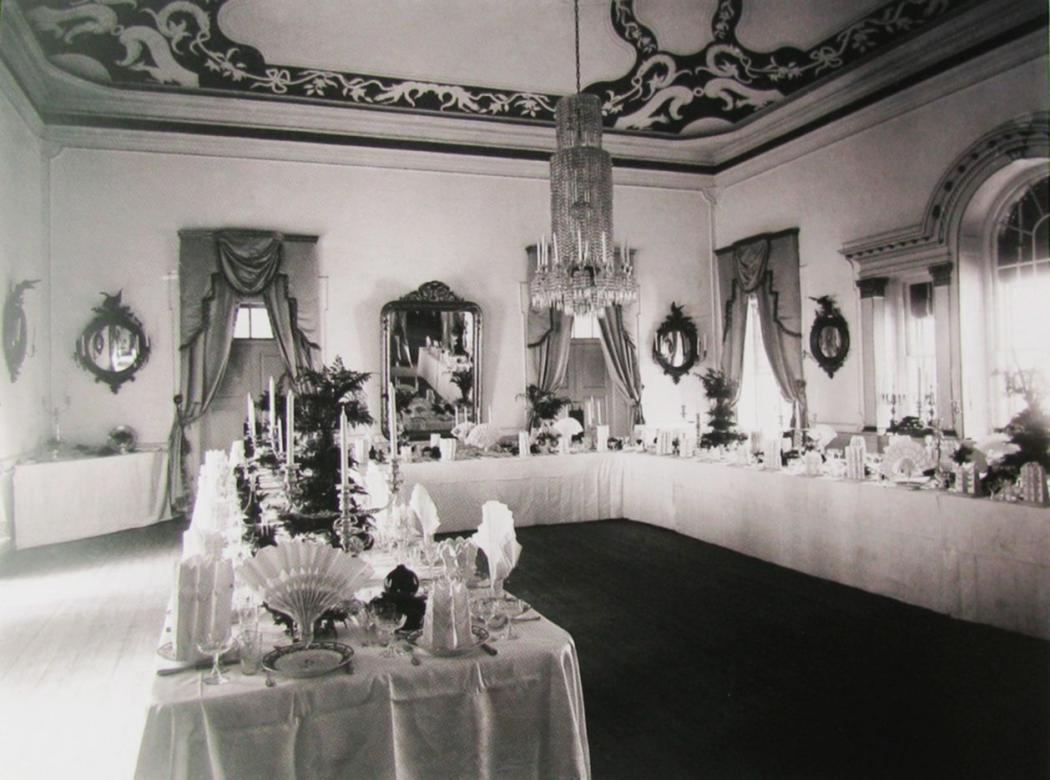
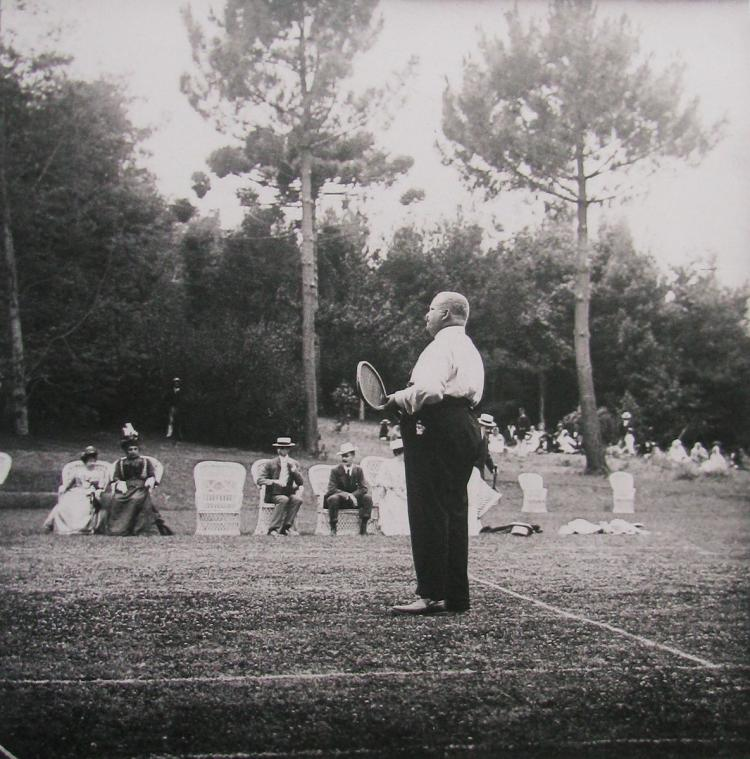